# Ju Shou
En aquest nom xinès, el cognom és Ju.
Ju Shou (mort el 200 EC) va ser assessor de servint sota el senyor de la guerra Yuan Shao durant el període de la tardana Dinastia Han de la història xinesa.

## Biografia
Ju va ser considerat com un dels assessors més brillants de Yuan Shao i sovint li donava consells honestos i lleials a Yuan, que ell ignorava la major part del temps, ja que sovint contradeien els consells de l'assessor favorit de Yuan Guo Tu (que sovint no donava consells honestos per raons egoistes). Ju va aconsellar en contra de tenir a Yan Liang i Wen Chou atacant l'exèrcit de Cao Cao a Boma i Yanjing (延津) i Yuan no li va fer cas les dues vegades, provocant dues grans derrotes i que tant Yan com Wen moriren en la batalla. En la novel·la històrica del Romanç dels Tres Regnes de Luo Guanzhong, Ju aconsellà Yuan de matar a Liu Bei (que estava amb Yuan en eixe moment per evitar a Cao Cao), ja que és molt probable que Liu estava actuant com un talp per Cao Cao puix el seu germà de jurament Guan Yu va matar a Yan i Wen. Això no obstant, Yuan s'enganyà pensant que un general enemic que se semblava Guan havia matat el seu general i es va negar a executar Liu.
Abans de la batalla de Guandu, Tian Feng argumentà en contra de l'atac sobre la base que Cao Cao era a prop de Guandu a Xuchang, i que havia perdut la seva oportunitat perfecta per capturar Xuchang abans, quan Cao estava ocupat en atacar a Liu Bei a Xiapi. Ju també va estar d'acord amb el suggeriment de Tian, amb tot açò enfurí a Yuan que ho percebia com un amanera de baixar la moral del seu exèrcit, i va ficar a Tian en la presó. Açò també serví com una advertència a Ju.
Més tard, Yuan Shao personalment va dirigir el seu poderós exèrcit de 150.000 homes en atacar a Cao Cao durant la Batalla de Guandu. Ju aconsellà a Yuan no ser massa confiats, i concentrar-se en la defensa per així arribar a un punt mort, ja que l'exèrcit de Yuan era abundant en soldats i subministraments, i a més obtenir avantatge del paisatge, ja que l'exèrcit de Cao mancava en els tres; després que l'exèrcit de Cao inevitablement es debilitaren, Yuan podria llançar un atac amb tota la seva força en la retirada les forces de Cao Cao i així aconseguir una gran victòria i apoderar-se de Xuchang. Això no obstant, Yuan ignorà de nou aquest consell i va lligar de peus i mans a Ju tenint-lo en el mateix càrrec i lloc que Tian Feng, cosa que afectà a la moral de l'exèrcit. Estava confiat que les seves forces n'eren significativament més fortes i no tenia necessitat d'una lluita defensiva a llarg termini, i era molt més "coratjós" i omplia més d'orgull el llançar una ofensiva total en contra.
Yuan assignà a l'alcohòlic Chunyu Qiong d'estar a càrrec de la base principal de subministraments de Wuchao (乌巢). Ju sabia del fet que Chunyu era incapaç d'assumir la responsabilitat de vetllar pels subministraments i provisions, i va demanar una audiència amb Yuan. Ell llavors aconsellà a Yuan de deixar a una altra persona a càrrec puix la pèrdua de Wuchao probablement causaria la derrota. Yuan n'estava ben tip de Ju Shou i el va ignorar per complet.
Com Ju havia predit, l'exèrcit de Yuan va patir una desastrosa derrota a la Batalla de Guandu quan els seus subministraments i provisions en Wuchao foren incendiats per les tropes de Cao Cao. Yuan va aconseguir escapar de tornada a Hebei però Ju va ser capturat en la batalla per les tropes de Cao. Cao Cao tractà amb respecte a Ju i va oferir-li unir-se a ell com a assessor. Ju va declarar que la seva família n'havia servit des de sempre als Yuans, i que això mai canviaria. Cao en fou commogut per la seva lleialtat i li va donar uns dies per pensar-hi sobre l'oferiment, mantenint-lo captiu en el seu campament. Això no obstant, Ju va tractar d'escapar a la nit furtant un cavall, però va ser mort per uns homes de Cao Cao. Entristit per la pèrdua de tal gran erudit, Cao Cao, li va donar un soterrament adequat i va visitar ell mateix la seva tomba.

## Nomenaments i títols en possessió
- Oficial Encarregat en la Província de Ji (冀州別駕)
- Maocai (茂才)
- Prefecte de Comtat (縣令)
- Comandant de la Cavalleria (騎都尉) sota Han Fu
- Inspector de l'exèrcit (監軍)
- General de Força Encoratjadora (奮威將軍)